# Phil Goyette
Phillipe Joseph Georges „Phil“ Goyette (* 31. Oktober 1933 in Lachine, Québec) ist ein ehemaliger kanadischer Eishockeyspieler (Center) und -trainer, der von 1956 bis 1972 für die Canadiens de Montréal, New York Rangers, St. Louis Blues und Buffalo Sabres in der National Hockey League spielte.

## Karriere
Während seiner Juniorenzeit spielte Goyette unter anderem zusammen mit Scotty Bowman bei den Canadien junior de Montréal in der QJHA. Im Seniorenbereich spielte er anfangs bei den Royaux de Montréal in der QHL.
Zum Ende der Saison 1956/57 schaffte er den Sprung in den Kader der Canadiens de Montréal, die amtierender Stanley-Cup-Sieger waren. Goyette hatte schon als Kind seinen Vorbildern Elmer Lach und Theodore Kennedy nachgeeifert und deren körperbetonte Spielweise übernommen. Man hoffte mit ihm das Team robuster zu machen. Er stand in einer Reihe mit Claude Provost und André Pronovost, die schon bei den Junioren mit ihm zusammengespielt hatten. Beeindruckend war seine Übersicht. Meist spielte er in der dritten Angriffsreihe und erreichte dafür ordentliche Statistikwerte. In seinen ersten vier Jahren gewannen die Canadiens jeweils den Stanley Cup. In der Saison 1962/63 war er von Verletzungen geplagt. Nach Ende der Saison gaben ihn die Canadiens zusammen mit Jacques Plante an die New York Rangers ab, die im Gegenzug Gump Worsley und drei weitere Spieler nach Montreal schickten.
Der Wechsel fiel ihm schwer, da er seit seiner Kindheit Anhänger der Canadiens gewesen war. Die Rangers waren in dieser Zeit eines der schwächeren NHL-Teams und so zählte er von Beginn an zu den Stars der Mannschaft. Er war in seinem ersten Jahr bester Scorer der Rangers und stellte mit 24 Toren, 41 Vorlagen und 65 Punkten persönliche Bestleistungen auf und schaffte es unter die besten zehn Scorer der NHL. In den sechs Spielzeiten bei den Rangers zählte er stets zu den besten Spielern seines Teams. Als die St. Louis Blues auf der Suche nach Verstärkungen waren, zeigten sie Interesse an ihm. Für ein Erstrunden-Draftrecht ließen die Rangers ihn ziehen.
Die Saison 1969/70 bei den Blues war sehr erfolgreich. Er war viertbester Scorer der NHL und stellte mit 29 Toren, 49 Vorlagen und 78 Punkten erneut persönliche Bestleistungen auf. Zur großen Überraschung schützen ihn die Blues beim NHL Expansion Draft 1970 jedoch nicht. Diese Gelegenheit ließen die Buffalo Sabres nicht vorüberziehen und holten den routinierten Angreifer.
Hinter dem 17 Jahre jüngeren Gilbert Perreault war er zweitbester Scorer in der ersten Saison der Sabres. Nachdem im zweiten Jahr seine Leistungen nachließen, gaben die Sabres ihn ab und er kehrte zu den New York Rangers zurück. Dort erreichte er noch einmal die Finalserie um den Stanley Cup, wo die Rangers den Boston Bruins unterlagen. Nach Saisonende beendete er seine aktive Karriere.
Sofort nach seinem Karriereende verpflichteten die neu gegründeten New York Islanders ihn als Trainer. Mit der World Hockey Association hatte eine Konkurrenzliga eröffnet, die es den Islanders schwer machte, starke Spieler zu verpflichten. Der sportliche Erfolg blieb aus und so war er nur kurze Zeit als Trainer tätig. Noch vor dem Saisonende wurde er durch Earl Ingarfield ersetzt.

## Sportliche Erfolge
- Stanley Cup: 1957, 1958, 1959 und 1960

### Persönliche Auszeichnungen
- IHL First All-Star Team: 1955
- George H. Wilkinson Trophy: 1955
- James Gatschene Memorial Trophy: 1955
- Lady Byng Memorial Trophy: 1970
- Teilnahme am NHL All-Star Game: 1957, 1958, 1959 und 1961